# Unternehmen Siegfried
Unternehmen Siegfried war der Deckname deutscher Militäroperationen in der Zeit vom 12. bis zum 21. Oktober 1941 zur Einnahme der estnischen Insel Dagö (estnisch Hiiumaa) im Zweiten Weltkrieg.
Die Landung der 61. Infanterie-Division (18. Armee, Heeresgruppe Nord) erfolgte über die Insel Ösel/Moon mit Sturmbooten. Gleichzeitig liefen die Ablenkunternehmen Westfalen und Ostpreußen, bei denen Kap Ristna beschossen wurde, um eine dortige Landung vorzutäuschen.
Aufgrund starken deutschen Drucks evakuierte die Rote Armee ab dem 16. Oktober einen Teil der Inselbesatzung nach Odensholm und Hangö. Am 21. Oktober 1941 endete der Widerstand der Roten Armee bei Kap Takhkona. Während des Unternehmens gerieten 3388 sowjetische Soldaten in Gefangenschaft.

## Quelle
- Percy Ernst Schramm (Hrsg.): Kriegstagebuch des OKW, 1940–1941, Band 1, Teilband 2, ISBN 3-8289-0525-0